# Kozáry Eszter
Kozáry Eszter névvariáns: Kozári Eszter (Budapest, 1929. augusztus 29. –) magyar bábművész, színésznő.

## Életpályája
1947-től színésznőként több színházban játszott. 1954-től az Állami Déryné Színház tagja volt. 1963-tól a Bartók Gyermekszínház, 1965-től nyugdíjazásáig az Állami Bábszínház művésze volt. Szerepelt a Bartók Teremben és televízióban is, például Tévé-ovi című műsorban is. 1985-ben megkapta a Bábszínházi Aranygyűrűt. 

## Fontosabb színházi szerepei
- Alekszandr Nyikolajevics Osztrovszkij: Karrier (A négylábú is botlik).... Másenyka
- Bertolt Brecht – Kurt Weill: A kispolgár hét főbűne.... Anna I.
- Jonathan Swift – Jékely Zoltán: Gulliver az óriások földjén.... Ülnök; Kutya; Papagáj; Béka
- Csiky Gergely: Mákvirágok.... Irén
- Gombos Imre: Pataki szüret (avagy a vőlegénység három próbája).... Fruzsi
- Gárdonyi Géza: A lámpás.... Boriska
- Móricz Zsigmond: Légy jó mindhalálig!.... Bella; Sándor Mihály, IV. b. oszt. tanuló
- Babay József: Három szegény szabólegény.... Selyem Péter
- Békés István: A bűvös erdő.... Hopmesternő
- Petőfi Sándor – Szilágyi Dezső: János vitéz.... Iluska
- Grimm fivérek – Szilágyi Dezső: Jancsi és Juliska.... Jancsi; Banya
- Török Sándor – Tóth Eszter – Lendvay Kamilló: Irány az Ezeregyéjszaka!.... Seherezádé
- Tóth Eszter: Piroska és a három kismalac.... Varjú; Nyuszi
- Tóth Eszter: Hüvelyk Matyi.... Kocsmárosné; Pereces; Ló
- Tóth Eszter: Gidaház az erdőszélen.... Bikfic
- Tarbay Ede: Játék a színházban.... Zoli
- Hárs László: Ki a győztes?.... Józsa
- Zelk Zoltán: Az ezernevű lány.... Orkán

## Filmográfia
- Lássátok feleim (1968)
- Rózsa Sándor (televíziós sorozat, 1971)
- Tévé-ovi (1972)